# New Philology
Die New Philology ist eine vor allem in der Mediävistik in den USA und in Frankreich vertretene Forschungsposition, die die textkritische Methode in der Nachfolge Karl Lachmanns und eine Normalisierung mittelalterlicher Texte mit dem Ziel eine möglichst autornahe Textfassung zu rekonstruieren ablehnt. Demgegenüber will die New Philology die Texte möglichst in ihrer Überlieferungsform edieren und so für die Forschung und die universitäre Lehre verfügbar machen.
Beiträge, die sich kritisch mit der altgermanistischen Editionspraxis befassen, sind allerdings in den letzten Jahren vermehrt auch in Deutschland zu finden, d. h. Ansätze der New Philology werden auch in der deutschsprachigen Altgermanistik rezipiert. Joachim Bumke stellte schon 1994 beim DFG-Symposion unter dem Titel „Der unfeste Text“ Überlegungen zur Überlieferungsgeschichte und Textkritik der höfischen Epik im 13. Jahrhundert an. Kritisch setzte sich auch Florian Kragl „Normalmittelhochdeutsch“ 2015 in seinem Beitrag mit der Editionspraxis der Älteren Abteilung auseinander.
Diese Bewegung wurde als charakteristisch für postmoderne Herangehensweisen an Geschichte und Autorschaft und als Teil einer postmodernen Reaktion auf das nationalistische Denken des 19. Jahrhunderts angesehen.